# Jaime (film 1974)
Jaime è un documentario portoghese del 1974 diretto da António Reis e Margarida Cordeiro.

## Trama
Il film documentario è incentrato sulla vita di Jaime Fernandes, un lavoratore rurale che passò 31 anni della sua vita, dal 1938 al 1969, segregato all'ospedale di Lisbona intitolato a Miguel Bombarda, dove venivano isolate persone che soffrivano di malattie mentali. Jaime a sessanta anni iniziò a disegnare instancabilmente, divenendo esponente di  spicco dell'Art Brut.

## Accoglienza
È stato scritto che il «Jaime raccontato e indagato da António Reis nel sublime film che porta il medesimo nome, potrebbe tranquillamente far parte» del Palazzo Enciclopedico della Biennale di Venezia. Lo spazio  dalla forma a panopticon «non può che creare più di un’inquietudine». Riguardo ai tempi il film fu censurato e la sua uscita nelle sale corrispose alla nuova epoca che iniziava per il Portogallo in seguito alla Rivoluzione dei garofani. A livello internazionale «il film  esprime in modo esemplare il clima culturale degli anni settanta, in cui il tema della follia era al centro di riflessioni filosofiche (...) fino ad alcuni film militanti come Matti da slegare».
Jaime viene collocato tra quei film portoghesi ancora sotto censura, ovvero realizzato prima del 25 aprile 1974. È stato scritto che la dimensione politica di questo cinema viene ad assumere due aspetti, attraverso soggetti di tipo poliziesco o esistenziale, come questo documentario «sul delirio artistico di un contadino ricoverato in manicomio, e che sogna nei suoi disegni una specie di oscura grandezza».

## Legame Reis-Cordeiro
In Jaime Margarita Cordeiro è assistente al suono e al montaggio e, a partire da questa opera, sarà co-autrice di tutti i film realizzati da António Reis, «originando un lavoro di équipe in cui è difficile definire il grado di creatività di ognuno» .